# 1995 en Finlande
Chronologie de la Finlande
- 1991
- 1992
- 1993
- 1994
- 1995
- 1996
- 1997
- 1998
- 1999

Cette page concerne les évènements survenus en 1995 en Finlande  :

## Évènement
- 1er janvier : Adhésion de la Finlande à l'Union européenne
- 19 mars : Élections législatives

## Sport
- Championnat de Finlande de football 1995
- Championnat de Finlande de hockey sur glace 1994-1995
- Championnat de Finlande de hockey sur glace 1995-1996
- Organisation des Championnats d'Europe de karaté 1995
- Organisation des Championnats du monde d'aviron 1995
- Deaflympics d'hiver de 1995

## Culture

### Sortie de film
- Le Dernier Mariage

## Création
- Alula (revue)
- Atlantis Football Club
- Elonkerjuu (en)
- Fondation du patrimoine naturel finlandais (en)
- Vrais Finlandais (parti politique)

## Dissolution
- Planet FunFun (en)

## Naissance
- Anniina (fi), chanteuse.
- Youness Rahimi, footballeur.
- Lauri Vuorinen, fondeur.
- Santeri Vuoti (fi), joueur de hockey sur glace.

## Décès
- Alice Granfelt (fi), écrivaine.
- Raimo Heino, numismate.
- Eino Kaipainen (fi), acteur.
- Regina Linnanheimo, actrice.
- Tauno Kaivola (fi), chanteur.